# El espíritu de la ciencia-ficción
El espíritu de la ciencia-ficción es la decimotercera novela, y la cuarta editada de manera póstuma, del escritor chileno Roberto Bolaño (1953-2003), publicada el 3 de noviembre de 2016 por la editorial Alfaguara. 
Esta novela se comenzó a escribir en 1980 (y continuada hasta 1984), pero el autor decidió no proseguir con ella. Por lo tanto pertenece a la misma época de sus novelas Monsieur Pain y Consejos de un discípulo de Morrison a un fanático de Joyce (esta última escrita junto a su amigo A. G. Porta), su cuento «El contorno del ojo», y una primera selección de su libro de poemas La Universidad Desconocida.

## Historia editorial
La novela se lanzó oficialmente el 30 de noviembre de 2016, en el marco de la Feria Internacional del Libro de Guadalajara, México, que ese año estuvo dedicado a América Latina. La novela fue presentada por el director editorial de Penguin Random House, Ricardo Cayuela Gally, el cineasta Guillermo Arriaga Jordán, y el crítico literario Christopher Domínguez Michael,[cita requerida] quien también escribió el prólogo del libro, titulado «El arcón de Roberto Bolaño». El evento contó con la presencia de la viuda de Roberto Bolaño, Carolina López, y su hijo mayor, Lautaro.[cita requerida]

## Argumento
La historia, ambientada en la Ciudad de México de los años 70, trata de dos jóvenes escritores noctámbulos que intentan vivir de la literatura.

## Estilo
La novela mezcla elementos de la literatura realista con elementos fantásticos y oníricos, que Bolaño emplea para describir los sueños de uno de los protagonistas.

## Análisis de la obra
Esta novela inacabada presenta varias semejanzas entre sus personajes y protagonistas con los de Los detectives salvajes (1998), pudiéndose interpretar incluso como la historia de los adolescentes de su famosa novela.

## Contradicciones
De acuerdo con Alejandro Martínez, la dedicatoria de esta novela abre dudas sobre el manuscrito. En el manuscrito original, la novela está dedicada al escritor estadounidense Philip K. Dick. Sin embargo, la edición publicada aparece dedicada a Carolina López, viuda del escritor.